# Seznam romunskih igralcev
Seznam romunskih igralcev.

### A
- Elena Albu
- Mircea Albulescu
- Matei Alexandru
- Aurelian Marian Soare
- Mircea Anca
- Dorin Andone
- Violeta Andrei
- Coca Andronescu
- Ion Anestin
- Nuni Anestin
- Marcel Anghelescu
- Costache Antoniu
- Kristaq Antoniu
- Mitzura Arghezi
- Costache Aristia
- Alexandru Arșinel
- Nicky Atanasiu
- George Paul Avram

### B
- Daniel Badale
- Monalisa Basarab
- Ramona Bădescu
- Marica Bălan
- Leopoldina Bălănuță
- Nicolae Bălțățeanu
- Ștefan Bănică
- Ștefan Bănică Jr.
- Cecilia Bârbora
- Monica Bârlădeanu
- Agatha Bârsescu
- Cazimir Belcot
- Lamia Beligan
- Radu Beligan
- Mihai Bendeac
- Ion Besoiu
- Vitalie Bichir
- Alexandru Bindea
- Grigore Vasiliu Birlic
- Mihai Bisericanu
- Ingrid Bisu
- Rodica Popescu Bitănescu
- Dan Bittman
- Claudiu Bleonț
- Marius Bodochi
- Simona Bondoc
- Dan Bordeianu
- Emil Botta
- Cosma Brașoveanu
- Ion Brezeanu
- Dragoș Bucur
- Tamara Buciuceanu
- Tony Bulandra
- Florina Bulgaru
- Mariana Buruiană
- Maria Buză
- Olga Bucătaru

### C
- Horia Căciulescu
- Mihai Călin
- Florin Călinescu
- Puiu Călinescu
- Anda Călugăreanu
- George Calboreanu
- Lucia Calomeri
- Costache Caragiale
- Elena Caragiu
- Toma Caragiu
- Ion Caramitru
- Magda Catone
- Jules Cazaban
- Maria Cebotari
- Paula Chirilă
- Ilarion Ciobanu
- Aurel Cioranu
- George Ciprian
- Ștefan Ciubotărașu
- Maria Ciucurescu
- Liviu Ciulei
- Sonia Cluceru
- Dina Cocea
- Mihai Codreanu
- Constantin Codrescu
- Cornel Coman
- Costel Constantin
- George Constantin
- Jean Constantin
- Mihai Constantin
- Geo Costiniu
- Octavian Cotescu
- Constantin Cotimanis
- Gheorghe Cozorici
- Eugen Cristea
- Tomi Cristin
- Alexandru Critoco
- Szabolcs Cseh
- Constantin Cojocaru
- Vasile Cosma

### D
- Cezara Dafinescu
- Mircea Daneliuc
- Alexandru Darie
- Iurie Darie
- Cristina Deleanu
- Aristide Demetriade
- George Demetru
- Mircea Diaconu
- Ion Dichiseanu
- Gheorghe Dinică
- Constantin Dinulescu
- Constantin Diplan
- State Dragomir
- Andrei Duban
- Radu Duda
- Catrinel Dumitrescu
- Silvia Dumitrescu-Timică
- Corina Dănilă
- Toma Dănilă
- Gheorghe Dănilă
- Valer Dellakeza

### F
- Maria Filotti
- Ion Finteșteanu
- Jean Lorin Florescu
- Mihai Fotino
- Catalin Frasinescu
- Silvia Fulda
- Dumitru Furdui

### G
- Nicolae Gărdescu
- Irina Gărdescu
- Radu Gheorghe
- Miluță Gheorghiu
- Petre Gheorghiu
- Kity Gheorghiu-Mușatescu
- Florian Ghimpu
- Monica Ghiuță
- Mădălina Ghițescu
- Alexandru Giugaru
- Aurel Giurumia
- Elvira Godeanu
- Ilinca Goia
- Iancu Goanță
- Maria Ciochină-Goanță
- Petre Gheorghiu-Dolj

### H
- Ion Haiduc
- Nunuța Hodoș
- Rodica Hodoș
- Marian Hudac

### I
- Cabral Ibacka
- Aimée Iacobescu
- Tatiana Iekel
- Gheorghe Ionescu-Gion
- Ștefan Iordache
- Cristian Iorga
- Marcel Iureș
- Ioan Isaiu
- George Ivașcu
- Cristian Iacob
- Gheorghe Ilie

### L
- Adrian Lăpădat
- Nae Lăzărescu
- Dorina Lazăr
- Petre Liciu
- Ion Lucian
- Bela Lugosi (romunsko/madžarsko-ameriški)
- Marcel Lupovici (romunsko-francoski)
- Lorena Lupu

### M
- Ernest Maftei
- Grigore Manolescu
- Ion Manu
- Teodora Mareș
- Virgil Marsellos
- Ion Marinescu
- Nicolas Masson
- Mihai Mălaimare
- Horațiu Mălăele
- Adela Mărculescu
- Olga Delia Mateescu
- Vasile Mențel
- Mihai Mereuță
- Mariana Mihuț
- Ștefan Mihăilescu-Brăila
- Ada Milea
- Matei Millo
- Mihaela Mitrache
- Florentina Mocanu
- Ovidiu Iuliu Moldovan
- Anghel Mora
- Marin Moraru
- Maia Morgenstern
- Florentina Mosora
- George Motoi
- Irina Movilă
- Vasile Muraru
- Gheorghe Mureșan
- Lucia Mureșan
- Nae Gheorghe Mazilu
- Cristian Mungiu (režiser)

### N
- Bianca Neagu
- Sergiu Nicolaescu (režiser)
- Ion Niculescu
- Constantin I. Nottara
- Anemona Niculescu
- Daniela Nane

### O
- Virgil Ogășanu
- Valeria Ogășanu
- Draga Olteanu Matei
- Constantin Orologea

### P
- Anca Pandrea
- Radu Panamarenco
- Alexandru Papadopol
- Sebastian Papaiani
- Mihail Pascaly
- Katia Pascariu
- Ioan Gyuri Pascu
- Dragoș Pâslaru
- Margareta Pâslaru
- Oana Pellea
- Amza Pellea
- Irina Petrescu
- Emanoil Petruț
- Florin Piersic
- Adrian Pintea
- Florian Pittiș
- Valentin Plătăreanu (1936-2019)
- Margareta Pogonat
- Ion (Natu) Pogonat
- Ioan Pop-Martian
- Adela Popescu
- Elvira Popescu
- Eufrosina Popescu
- Mihai Popescu
- Mitică Popescu
- Stela Popescu
- Violeta Popescu
- Rodica Popescu Bitănescu
- Maria Popistașu
- Cristi Popa
- Lavinia Postolache
- Dan Puric
- Nucu Paunescu

### R
- Rudi Rosenfeld
- Alexandru Răbulea
- Ștefan Radof
- Constantin Rauțchi
- Colea Răutu
- Marian Râlea
- Dem Rădulescu
- Fanny Rebreanu
- Ruxandra Sireteanu
- Victor Rebengiuc
- Alexandru Repan
- Dana Rogoz
- Aristizza Romanescu
- Dumitru Rucăreanu
- Oana Rusu

### S
- Marietta Sadova
- Geo Saizescu
- Ion Sapdaru
- Frosa Sarandy
- Oana Sârbu
- Valeria Seciu
- Ștefan Sileanu
- Nicolae Soreanu
- Gabriel Spahiu
- Cristina Stamate
- Ileana Stana-Ionescu
- Gheorghe Storin
- Lucia Sturdza-Bulandra
- Silviu Stănculescu
- Traian Stanescu
- Carmen Stănescu
- Marius Stănescu
- Octavian Strunila
- Enikő Szilágyi
- Julieta Szönyi
- Constantin Sassu

### Ș
- Mircea Șeptilici
- Horia Șerbănescu
- Cristian Șofron

### T
- Ion Talianu
- Rodica Tapalagă
- Ștefan Tapalagă
- Vasilica Tastaman
- Gheorghe Timică
- Ion Toboșaru
- Ilinca Tomoroveanu
- Constantin Toneanu
- Vasile Toneanu
- Olga Tudorache
- Carmen Tănase
- Constantin Tănase
- Sorin Tofan

### U
- Ana Ularu
- Ion Ungureanu
- Valentin Uritescu

### V
- Răzvan Vasilescu
- Tora Vasilescu
- Andi Vasluianu
- Ștefan Vellescu
- Maria Ventura
- Mircea Veroiu
- Victor Antonescu (actor)
- Adrian Vîlcu
- Gheorghe Visu
- Dorel Vișan
- George Vraca
- Cristian Văraru
- Jorj Voicu

### Z
- Florin Zamfirescu
- Oana Zăvoranu
- Mirela Zeța
- Dan Zorilă